# Kardinäle
Die Kardinäle (Cardinalidae) sind eine Vogelfamilie aus der Ordnung der Sperlingsvögel (Passeriformes). Die Familie enthält nach heutigem Stand (2018) 14 Gattungen und 53 Arten.
Sie sind nahe mit den Tangaren (Thraupidae) und etwas entfernter auch mit den Finken (Fringillidae) und den Ammern (Emberizidae) verwandt. Die Kardinäle wurden früher auch als Unterfamilie oder Tribus der letzteren angesehen. Von manchen Autoren wurden alle eben genannten Familien zu den Finken gestellt. Umfangreiche phylogenetische Untersuchungen haben in letzter Zeit zu größeren Änderungen der Zusammensetzung der Familie Cardinalidae und verwandter Familien geführt, die Zusammensetzung damit aber auch auf eine wissenschaftlich gesichertere Basis gestellt.
Ihren Namen haben die Kardinäle von der Farbe Kardinalrot, einem Farbton, der insbesondere im Gefieder des Männchens der Typusart, des Rotkardinals, vorherrschend ist.

## Beschreibung
Die Kardinäle sind finken- bis starengroße, durch leuchtend rotes, gelbes oder blaues Gefieder besonders gekennzeichnete Vögel. Die Geschlechter unterscheiden sich in der Regel durch unterschiedliche Färbung des Gefieders. Alle Arten besitzen einen kräftigen, kegelförmigen Schnabel.

## Verbreitung und Lebensraum
Sie leben vorwiegend in buschreichen Landschaften und in Waldgebieten Nord- und Südamerikas.

## Ernährung
Die Kardinäle ernähren sich überwiegend von Samen.

## Gattungen und Arten
Die Systematik der Familie variiert in der Literatur je nach Autor sehr stark. So werden die Gattungen Cyanoloxia, Cyanocompsa, Guiraca und Passerina in manchen Systematiken in unterschiedlicher Konstellation zur Gattung Passerina vereint. 
Wegen dieser Unklarheiten wurde unter anderem der Ultramarinbischof, hier Cyanocompsa brissonii, vorsichtshalber umbenannt. Der ursprünglich gültige Name Cyanocompsa cyanea führt bei einem Zusammenschluss der Gattungen Cyanocompsa und Passerina zu einer doppeldeutigen Bezeichnung Passerina cyanea. Da der Indigofink aufgrund der früher erfolgten Benennung Vorrang hat, müsste beim Zusammenschluss der Gattungen das alte Taxon Cyanocompsa cyanea geändert werden. Um bis zu einer endgültigen Klärung der Verwandtschaftsbeziehungen dennoch Eindeutigkeit sicherzustellen, wurde das Taxon Cyanocompsa cyanea in Cyanocompsa brissonii umbenannt.
Einige Gattungen wurden aufgrund der Ergebnisse neuerer molekulargenetischer Untersuchungen aus der Familie ausgegliedert und werden nun den Tangaren zugeordnet. Andere Gattungen sind wiederum aus dieser Familien in die Kardinäle aufgenommen worden. Die folgende Liste enthält die Gattungen und Arten, die zurzeit (2018) der Familie durch die IOU zugerechnet werden.
- Cardinalis – 3 Arten

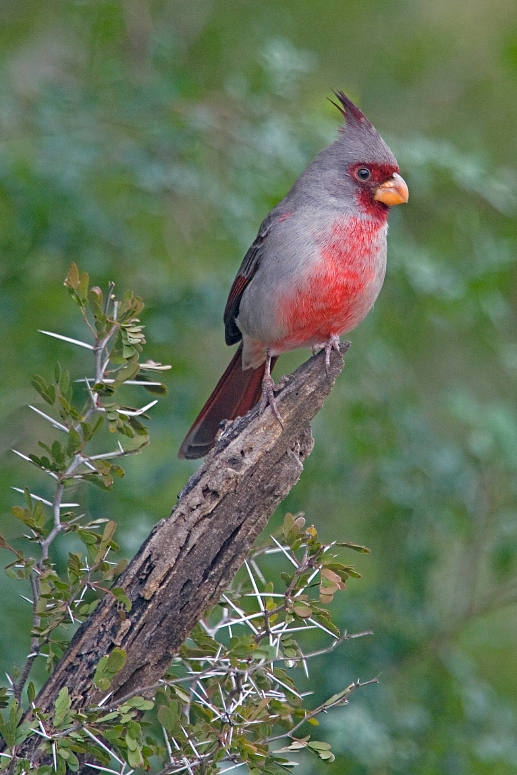
Schmalschnabelkardinal
(Cardinalis sinuatus)

  - Rotkardinal (Cardinalis cardinalis)
  - Purpurkardinal (Cardinalis phoeniceus)
  - Schmalschnabelkardinal (Cardinalis sinuatus)
- Caryothraustes – 2 Arten
  - Gelbbauchkardinal (Caryothraustes canadensis)
  - Graubauchkardinal (Caryothraustes poliogaster)

- Cyanocompsa – 4 Arten

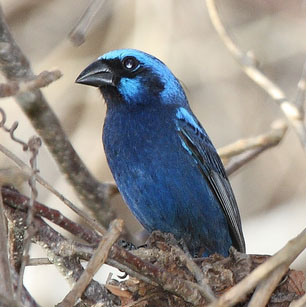
Lasurbischof
(Cyanocompsa parellina)

  - Ultramarinbischof (Cyanocompsa brissonii)
  - Stahlbischof (Cyanocompsa cyanoides)
  - Lasurbischof (Cyanocompsa parellina)
  - Azurstirnkardinal (Cyanocompsa rothschildii)
- Cyanoloxia – 1 Art
  - Türkisbischof (Cyanoloxia glaucocaerulea)

- Passerina – 7 Arten
  - Lazulifink (Passerina amoena)
  - Azurbischof (Passerina caerulea)
  - Papstfink (Passerina ciris)
  - Indigofink (Passerina cyanea)

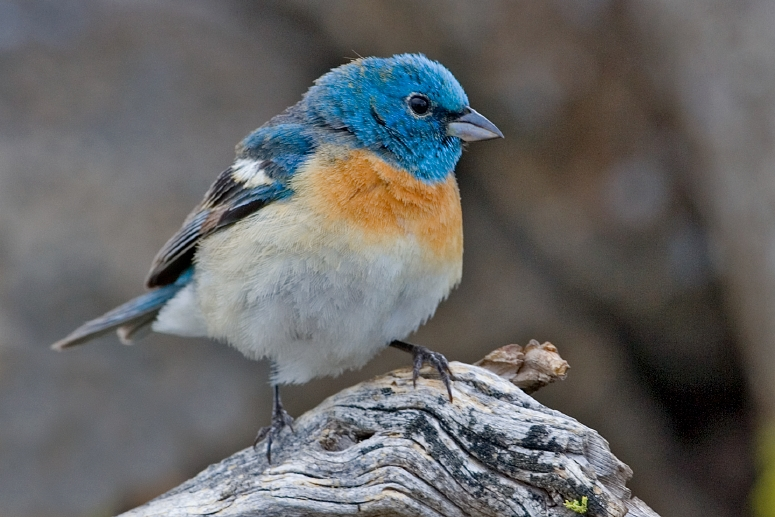
Lazulifink
(Passerina amoena)

  - Orangeblaufink (Passerina leclancherii)
  - Rosenbauchfink (Passerina rositae)
  - Vielfarbenfink (Passerina versicolor)
- Periporphyrus – 1 Art
  - Schwarzkopfkardinal (Periporphyrus erythromelas)

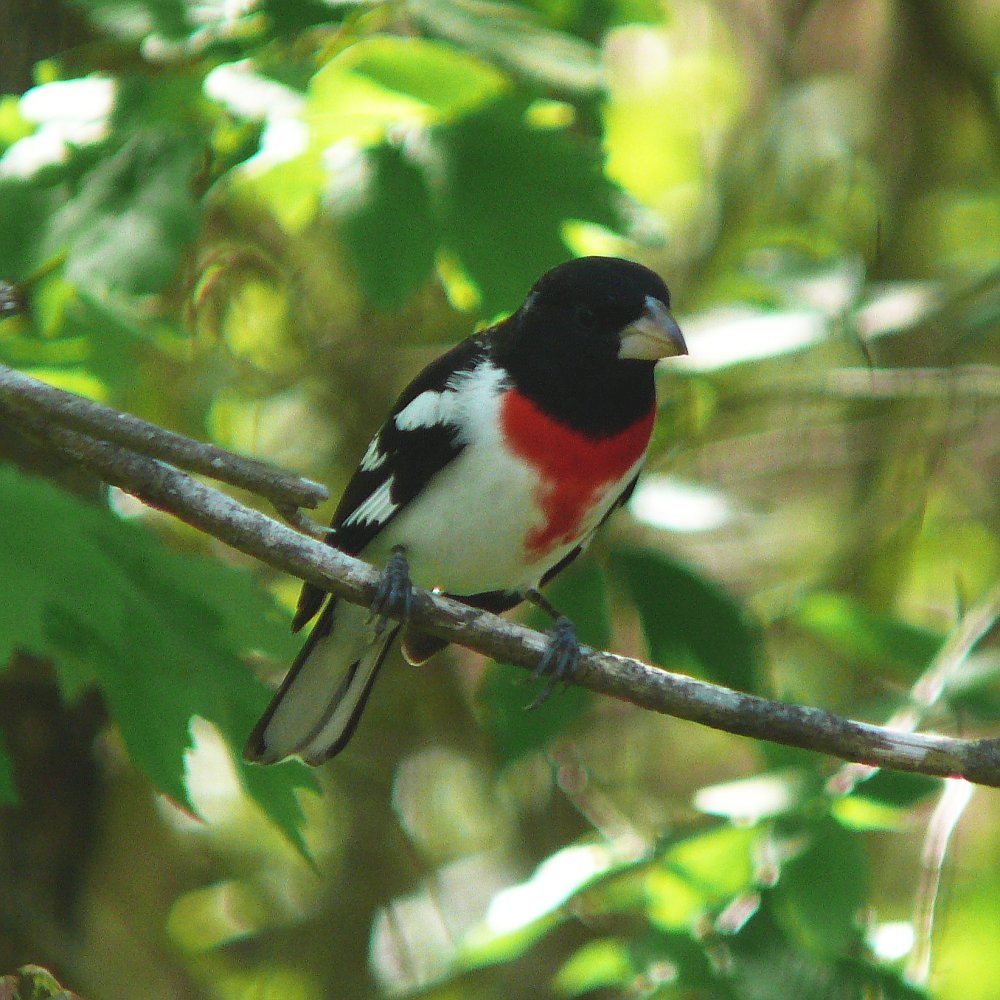
Rosenbrustkernknacker
(Pheucticus ludovicianus)

- Kernknacker (Pheucticus) – 6 Arten
  - Schwarzrückenkernknacker (Pheucticus aureoventris)
  - Goldbauchkernknacker (Pheucticus chrysogaster)
  - Gelbkopfkernknacker (Pheucticus chrysopeplus)
  - Rosenbrustkernknacker (Pheucticus ludovicianus)
  - Schwarzkopfkernknacker (Pheucticus melanocephalus)
  - Schwarzschenkelkernknacker (Pheucticus tibialis)
- Rhodothraupis
  - Halsbandkardinal (Rhodothraupis celaeno)
- Spiza
  - Dickzissel (Spiza americana)

Aus der Familie der Tangaren wurden folgende Gattungen in die Familie der Kardinäle eingegliedert:
- Amaurospiza
  - Carrizal-Pfäffchen (Amaurospiza carrizalensis)
  - Indigopfäffchen (Amaurospiza concolor)
  - Weißachselpfäffchen (Amaurospiza moesta)
  - Amaurospiza aequatorialis
- Chlorothraupis – 4 Arten
  - Carmiolkardinal (Chlorothraupis carmioli)
  - Streifenkehlkardinal (Chlorothraupis frenata)
  - Gelbbrauenkardinal (Chlorothraupis olivacea)
  - Ockerbrustkardinal (Chlorothraupis stolzmanni)
- Habia – 5 Arten
  - Karmesinkardinal (Habia rubica)
  - Rotkehlkardinal (Habia fuscicauda)
  - Schwarzwangenkardinal (Habia atrimaxillaris)
  - Graurückenkardinal (Habia gutturalis)
  - Scharlachhaubenkardinal (Habia cristata)

- Piranga – 11 Arten
  - Bluttangare (Piranga bidentata)

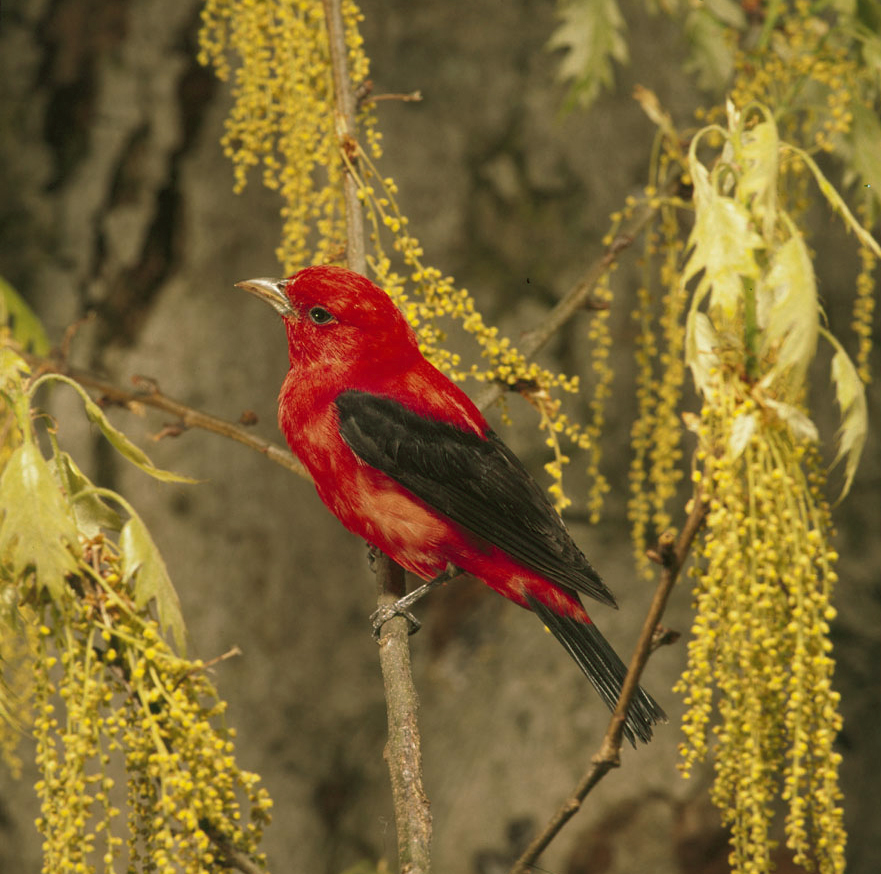
Scharlachtangare (Piranga olivacea)

  - Rotkopfkardinal (Piranga erythrocephala)
  - Tieflandkardinal (Piranga flava)
  - Zinnoberkardinal (Piranga hepatica)
  - Weißbindenkardinal (Piranga leucoptera)
  - Kieferntangare (Piranga ludoviciana)
  - Hochland-Zinnobertangare (Piranga lutea)
  - Scharlachtangare (Piranga olivacea)
  - Rosenkehlkardinal (Piranga roseogularis)
  - Sommerkardinal (Piranga rubra)
  - Scharlachkopfkardinal (Piranga rubriceps)

Vormals nicht eindeutig zugeordnet (incertae sedis) und nun in dieser Familie:
- Sängerkardinäle (Granatellus) – 3 Arten
  - Rotbrust-Sängerkardinal (Granatellus venustus)
  - Graukopf-Sängerkardinal (Granatellus sallaei)
  - Weißflanken-Sängerkardinal (Granatellus pelzelni)

Nicht mehr zu den Kardinälen, sondern zu den Tangaren, gehören die Gattungen Parkerthraustes mit einer Art, der Gelbschultertangare (Parkerthraustes humeralis), die Saltatoren (Saltator) mit 13 Arten, u. a. der Maskensaltator (Saltator cinctus), und Pitylus mit einer Art, dem Papageischnabelsaltator (Pitylus fuliginosus).